# 箸立天神伊吹ひば
箸立天神伊吹ひば（はしだててんじんいぶきひば）とは、岡山県真庭市の落合垂水にあるヒバの木。樹齢1000年以上の古木である。箸立天満宮のご神木。岡山県指定の天然記念物である。

## 特徴
菅原道真公がこの地に立ち寄った際、昼食に使った箸を地に立てたところ、根を降ろし芽吹いて大木に成長したとされる。樹高13m、目通り周囲4.72m、根回り7m。樹齢は1000年以上と推定される。
平成に入ってから主枝の一部が枯れるなど衰弱が目立ち、1998(平成10)年度から3ヶ年かけて樹勢回復のための治療を行った。しかし、回復には至らず、現在、主枝の3分の2程度が枯れている。
枝の枯れた部分が龍にも似たその姿は、樹齢千年に耐えた風格と威厳を今なおとどめている。
このため、参拝客も多く、特に受験シーズンには、受験生などが大勢参拝している。

## 沿革
伝承によると、858年(天安2年)菅原道真公が14歳でこの地に立ち寄った際、昼食に使った箸を地に立てたところ根を降ろし芽吹いて大木に成長したとされる。
903年(延喜3年)2月25日 菅原道真公59歳にて薨去により、この地に小祠を建て箸立天満神社としてまつり崇敬した。
1909年(明治42年)9月4日　神社合祀の気運により祠を撤廃。垂水神社に合祀し、跡地は神社有として保存した。
1912年(大正元年) 篤志者が相談し、霊蹟保存のため地域を管理し、道路を改修し、記念碑を建設した。
1941年(昭和16年)３月天然記念物として岡山県の指定を受ける。
とあるが、現行制度では、1969年(昭和44年)指定となっている。
1969年(昭和44年)7月4日指定　岡山県指定天然記念物
昭和50年代頃に箸立天満宮の新社殿が完成した。
1977年(昭和52年)箸立天満宮境内の南側に絵馬殿が完成した。
1990年(平成２年)箸立天満宮正面南側に、箸立天満宮の碑が落合ライオンズクラブにより建立された。

## 所在地
- 所在地 : 岡山県真庭市落合垂水968番地
- アクセス : JR美作落合駅下車後徒歩30分、中国自動車道落合IC降りて車で3分